# Тужиловка (Липецька область)
Тужиловка (рос. Тужиловка) — присілок у Липецькому районі Липецької області Російської Федерації.
Населення становить 62  особи. Належить до муніципального утворення Новодеревенська сільрада.

## Історія
З 13 червня 1934 до 1954 року у складі Воронезької області. Відтак входить до складу Липецької області.
Згідно із законом від 2 липня 2004 року №114-оз органом місцевого самоврядування є Новодеревенська сільрада.

## Населення
| 1926 | 2010 | 2012 |
| ---- | ---- | ---- |
| 98   | ↘56  | ↗62  |